# The Lord of the Rings: Tactics
The Lord of the Rings: Tactics is een game voor de PlayStation Portable die in 2005 uitkwam. Het spel is gebaseerd op de drie films en boeken van The Lord of the Rings. In het spel kun je bij The Fellowship (het reisgenootschap), of Host of Mordor (Zijde van Mordor) horen. In het spel is het de bedoeling met je helden en andere soldaten veldslagen te winnen. De helden voor de Gandalf, Aragorn, Gimli en Legolas. De helden voor de slechteriken zijn: Lurtz, Saruman, Gríma Slangtong, Gothmog, Tovenaar-koning en ten slotte nog Sauron zelf.